# Оценья
Оценья (італ. Ozegna, п'єм. Osegna) — муніципалітет в Італії, у регіоні П'ємонт,  метрополійне місто Турин.
Оценья розташована на відстані близько 550 км на північний захід від Рима, 32 км на північ від Турина.
Населення — 1224 особи (2014).
Щорічний фестиваль відбувається 8 вересня. Покровитель — Natività di Santa Maria Vergine.

## Демографія
Населення за роками:

Станом на 1 січня 2023 року в муніципалітеті офіційно проживало 40 іноземців з 5 країн, серед них 31 громадянин країн Євросоюзу.

## Сусідні муніципалітети
- Альє
- Баїро
- Кастелламонте
- Чиконіо
- Ривароло-Канавезе
- Сан-Джорджо-Канавезе